# Liten fetknopp
Liten fetknopp, Sedum annuum L. är en ettårig ört i familjen fetbladsväxter. Liten fetknopp blir inte mer än ett par centimeter hög och blommar med gula blommor ifrån maj till juli.

## Underarter
Arten delas in i följande underarter:
- S. a. annuum
- S. a. gussonei

## Bilder

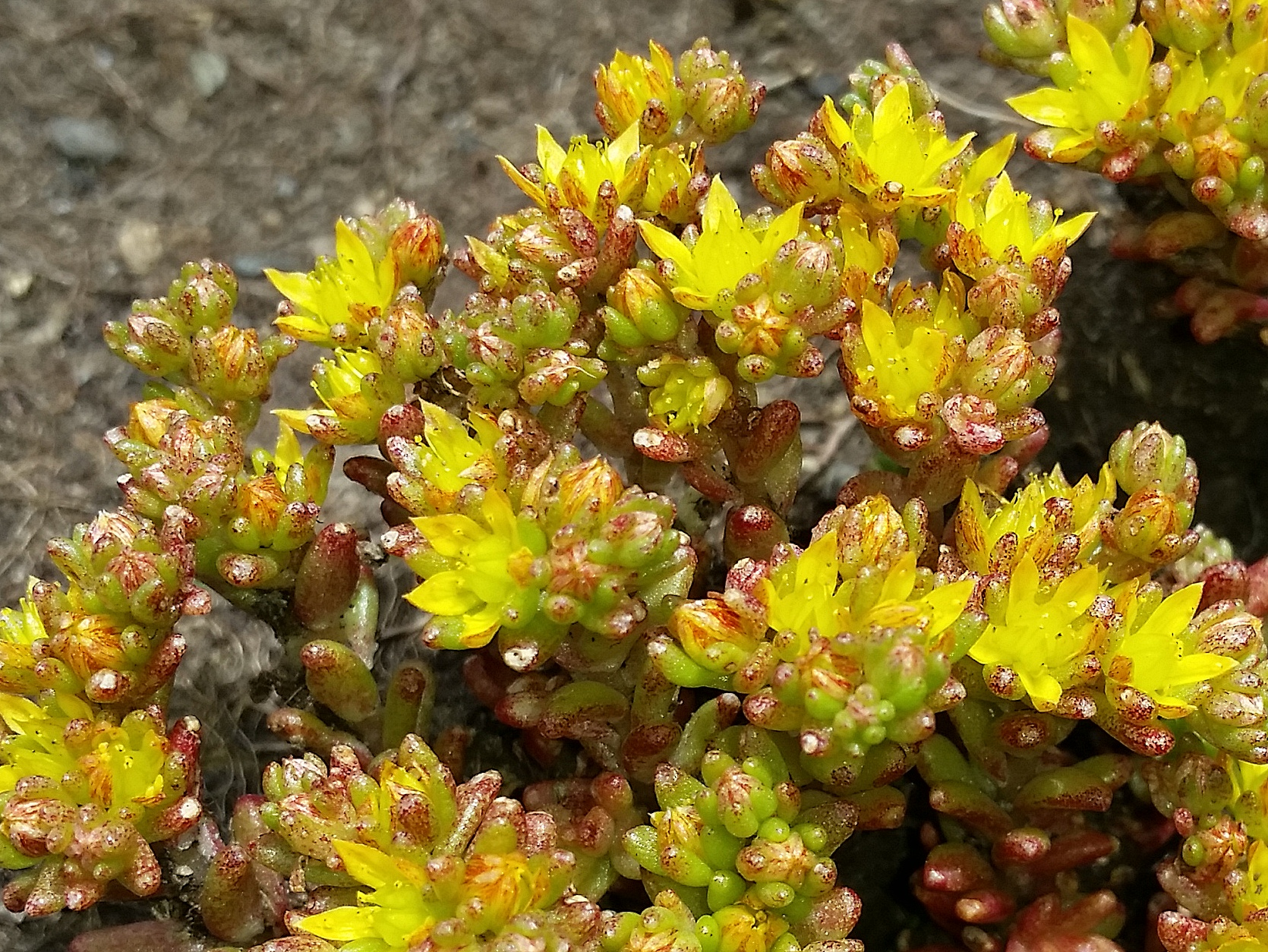
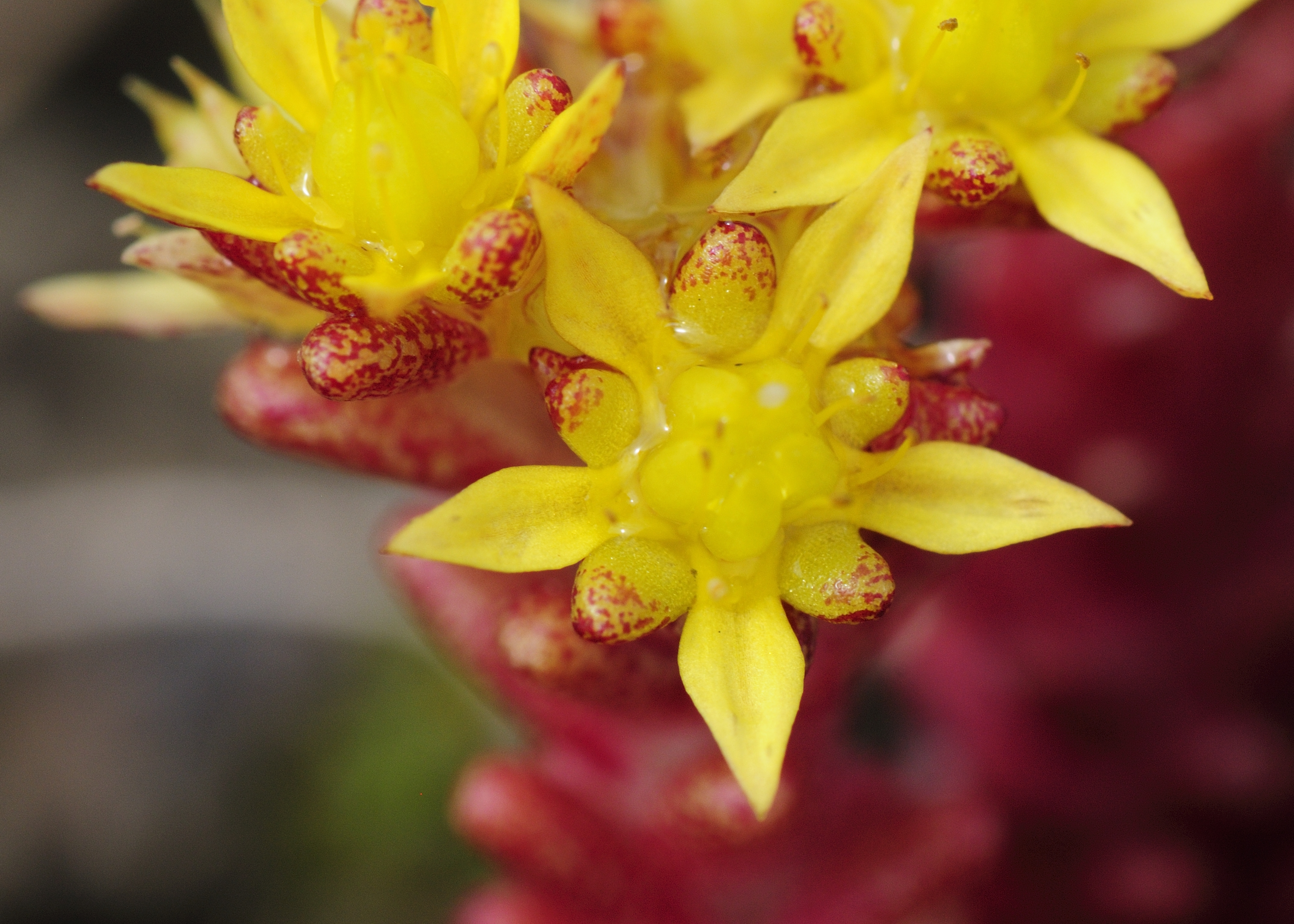
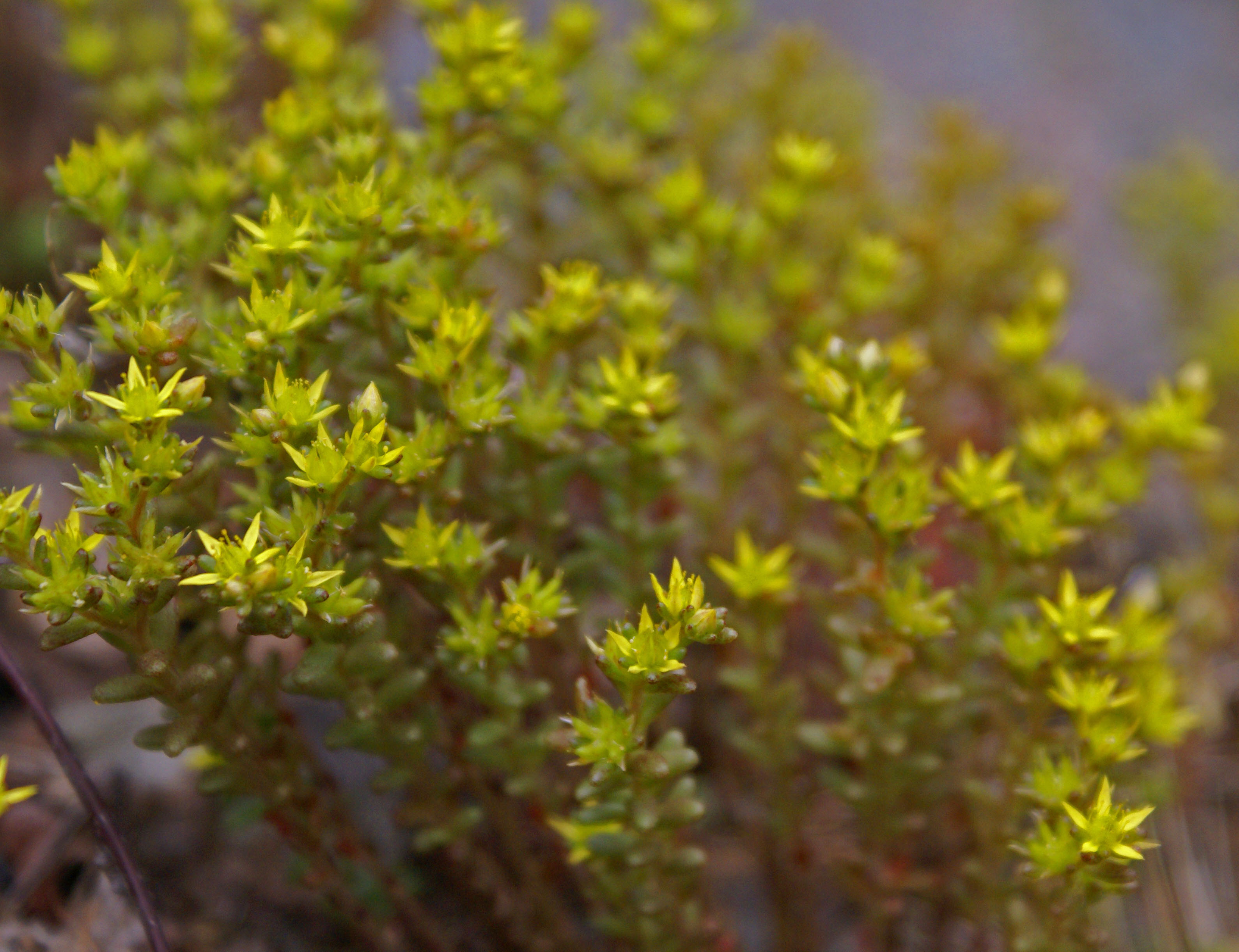
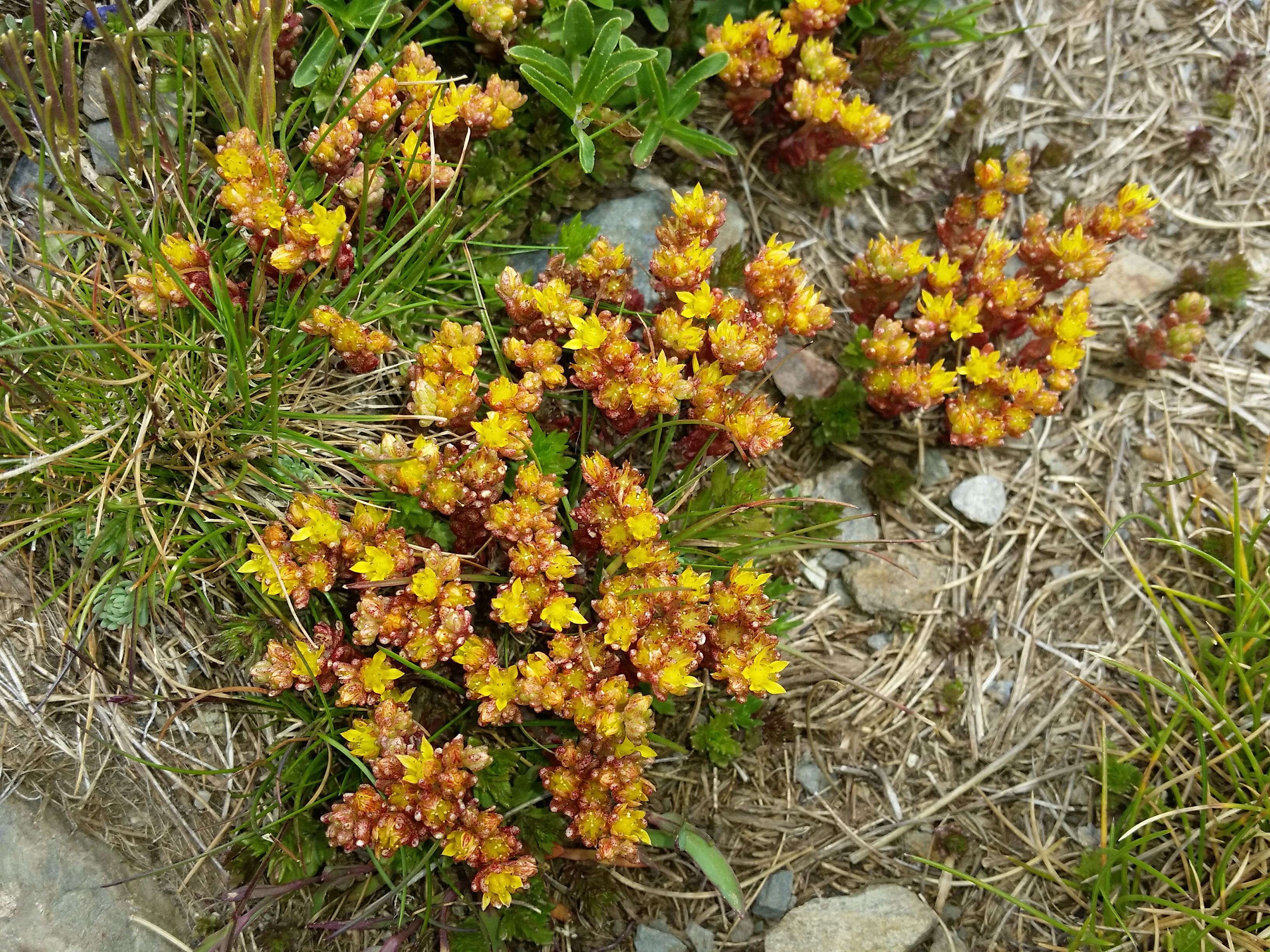